# Miłosierdzie płatne z góry
Miłosierdzie płatne z góry (niem. Nachtdienst) – niemiecki film obyczajowy z roku 1975 w reżyserii Krzysztofa Zanussiego i Edwarda Żebrowskiego.

## Opis fabuły
Film opowiada o młodej jugosłowiańskiej gastarbeiterce, Milenie, która, opiekując się niemiecką baronową, musi znosić jej niewybredne komentarze i uszczypliwości zakrawające na torturę psychiczną.

## Obsada
- Elisabeth Goebel – pokojówka
- Elisabeth Bergner – markiza
- Jadwiga Jankowska-Cieślak – Milena
- Sky Dumont